# Queen Victoria Street (Londra)
Queen Victoria Street è una strada nel centro di Londra, nella Città di Londra, che collega New Bridge Street con Mansion House Street. Prende il nome dalla regina Vittoria, che regnò dal 1837 al 1901.
La strada fu aperta nel 1861 e costò un milione di sterline per la costruzione. È una vetrina della Città di Londra.
Le stazioni della metropolitana più vicine sono Blackfriars, Mansion House e Bank.

## Luoghi d'interesse
- St. Andrew-by-the-Wardrobe - Chiesa anglicana
- Autorità monetaria di Singapore
- Quartier generale dell'Esercito della Salvezza
- City of London School
- Bank of New York Mellon
- College of Arms
- Millennium Bridge